# Championnats d'Asie de judo
Les Championnats d'Asie de judo sont une compétition de judo où s'affrontent les représentants de pays asiatiques. Organisée par l'Union asiatique de judo, ce rendez-vous se déroule tous les quatre ans jusqu'à l'édition 1991 à partir de laquelle ils sont organisés annuellement. 
Les premiers championnats d'Asie ont lieu à Manille en 1966. En 1981, le premier championnat d'Asie féminin se déroule à Jakarta. Les compétitions féminines et masculines se jouent lors du même championnat.